# Fayette County (Iowa)
Das Fayette County ist ein County im US-amerikanischen Bundesstaat Iowa. Im Jahr 2020 hatte das County 29.509 Einwohner und eine Bevölkerungsdichte von 10,3 Einwohnern pro Quadratkilometer. Der Verwaltungssitz (County Seat) ist West Union.

## Geografie
Das County liegt im Nordosten von Iowa, ist im Norden etwa 40 km von Minnesota und im Osten etwa 40 km von Wisconsin entfernt, wobei die Grenze durch den Mississippi gebildet wird. Es hat eine Fläche von 1894 Quadratkilometern, wovon ein Quadratkilometer Wasserfläche ist. An das Fayette County grenzen folgende Nachbarcountys:
| Chickasaw County  | Winneshiek County | Allamakee County |
| Bremer County     |                   | Clayton County   |
| Black Hawk County | Buchanan County   | Delaware County  |

## Geschichte

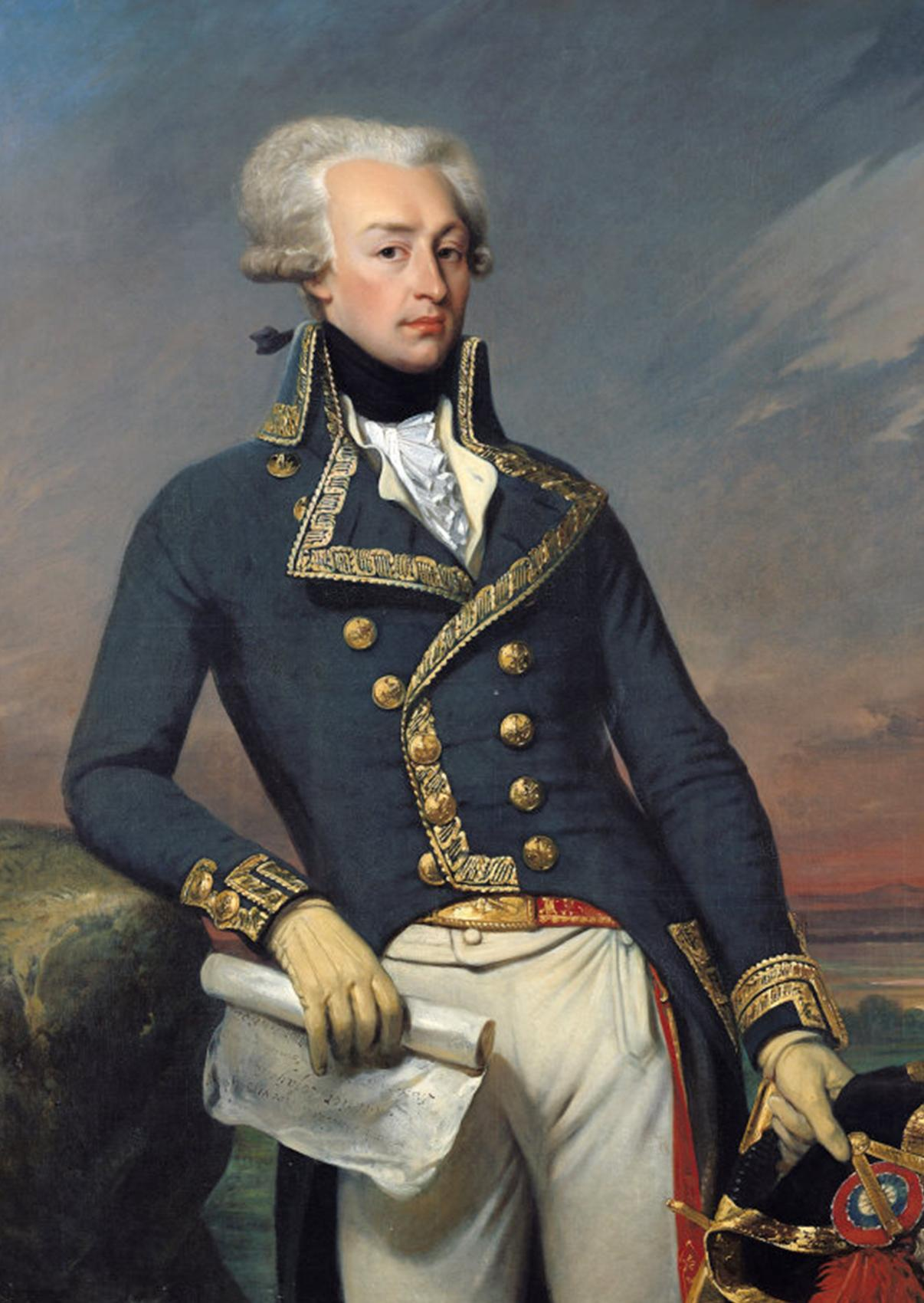
La Fayette

Das Fayette County wurde 1837 aus ehemaligen Teilen des Clayton County auf dem Gebiet des damaligen Wisconsin-Territoriums gebildet. Benannt wurde es nach Marie-Joseph Motier, Marquis de La Fayette (1757–1834), einem französischen General und Politiker, der 1777 nach Amerika ging, um im Unabhängigkeitskrieg zu kämpfen, und zum Generalmajor der Kontinentalarmee ernannt wurde.

## Bevölkerung
Nach der Volkszählung im Jahr 2010 lebten im Fayette County 20.880 Menschen in 8640 Haushalten. Die Bevölkerungsdichte betrug 11 Einwohner pro Quadratkilometer. In den 8640 Haushalten lebten statistisch je 2,27 Personen.
Ethnisch betrachtet setzte sich die Bevölkerung zusammen aus 97,0 Prozent Weißen, 0,9 Prozent Afroamerikanern, 0,1 Prozent amerikanischen Ureinwohnern, 0,5 Prozent Asiaten sowie aus anderen ethnischen Gruppen; 0,9 Prozent stammten von zwei oder mehr Ethnien ab. Unabhängig von der ethnischen Zugehörigkeit waren 1,8 Prozent der Bevölkerung spanischer oder lateinamerikanischer Abstammung.
22,5 Prozent der Bevölkerung waren unter 18 Jahre alt, 58,1 Prozent waren zwischen 18 und 64 und 19,4 Prozent waren 65 Jahre oder älter. 50,0 Prozent der Bevölkerung war weiblich.
Das jährliche Durchschnittseinkommen eines Haushalts lag bei 41.809 USD. Das Prokopfeinkommen betrug 21.812 USD. 12,9 Prozent der Einwohner lebten unterhalb der Armutsgrenze.

## Ortschaften im Fayette County
Citys
| - Arlington - Clermont - Elgin - Fayette | - Fairbank1 - Hawkeye - Maynard - Oelwein | - Randalia - Saint Lucas - Stanley1 - Sumner2 | - Wadena - Waucoma - West Union - Westgate |

Unincorporated Communities
| - Albany - Alpha - Brainard - Donnan | - Douglas - Eldorado - Jackson Junction - Lima | - Maryville - Oran |

1 – teilweise im Buchanan County

2 – überwiegend im Bremer County

## Gliederung
Das Fayette County ist in 20 Townships eingeteilt:
| Township           | Einwohner (2010) | FIPS     |
| ------------------ | ---------------- | -------- |
| Auburn Township    | 527              | 19-90090 |
| Banks Township     | 326              | 19-90120 |
| Bethel Township    | 297              | 19-90231 |
| Center Township    | 313              | 19-90603 |
| Clermont Township  | 894              | 19-90729 |
| Dover Township     | 465              | 19-91071 |
| Eden Township      | 623              | 19-91143 |
| Fairfield Township | 652              | 19-91278 |
| Fremont Township   | 560              | 19-91473 |
| Harlan Township    | 871              | 19-91845 |

| Township                 | Einwohner (2010) | FIPS     |
| ------------------------ | ---------------- | -------- |
| Illyria Township         | 532              | 19-92013 |
| Jefferson Township       | 6910             | 19-92220 |
| Oran Township            | 760              | 19-93183 |
| Pleasant Valley Township | 1002             | 19-93411 |
| Putnam Township          | 313              | 19-93522 |
| Scott Township           | 254              | 19-93771 |
| Smithfield Township      | 250              | 19-93930 |
| Union Township           | 412              | 19-94206 |
| Westfield Township       | 297              | 19-94662 |
| Windsor Township         | 776              | 19-94761 |

Die Städte Fayette, Sumner und West Union gehören keiner Township an.